# Ростоцкий, Болеслав Норберт Иосифович
Болесла́в Но́рберт Ио́сифович Росто́цкий (3 (16) августа 1912, Москва — 14 мая 1981, Москва) — советский театровед, историк театра, театральный критик, доктор искусствоведения.  Брат кинорежиссёра Станислава Ростоцкого.

## Биография, научная деятельность
В 1932 году окончил ГИТИС (театроведческий факультет), в 1935 году — аспирантуру Государственной академии искусствознания (в Ленинграде) по разделу истории театра. Литературную деятельность начал в 1931 году. С 1948 года занимал должность старшего научного сотрудника, а с 1962 года — заведующего сектором искусства европейских социалистических стран Института истории искусств. С 1944 года преподавал в ГИТИСе, с 1967 года — профессор. C 1948 года — член КПСС. Был членом художественного совета по драматическим театрам Министерства культуры СССР, входил в редколлегию журнала «Театр», в исполком Советского национального центра Международного института театра.
Занимался историей советского и зарубежного (преимущественно польского) театра и драматургии. Был редактором 1-2-го томов и автором ряда глав «Очерков истории русского советского драматического театра». Участвовал в Комиссии по изучению и изданию театрального наследия Станиславского и Немировича-Данченко.

## Основные работы
- Ольга Леонардовна Книппер-Чехова, — М.; Л.: Искусство, 1946.
- Маяковский и театр, — М.: 1952.
- О режиссёрском творчестве В. Э. Мейерхольда, — М.: 1960
- Театр Станислава Выспянского, в кн.: Выспянский С., Драмы: пер. с польского, — М.: 1963.
- Театр, в кн.: Очерки истории Народной Польши / Под ред. А. Я. Манусевича и И. А. Хренова, т. 4, — М.: 1965
- В. Э. Мейерхольд и его литературное наследие, в кн.: Мейерхольд В. Э., Статьи, письма, речи, беседы, ч. 1, — М.: 1968.
- Модернизм в театре, в кн.: Русская художественная культура конца XIX — начала XX вв., кн. 1, — М., 1968.
- Польский театр, в кн.: История западноевропейского театра, т. 6. — М.:, 1974.

Более полный список работ до 1964 года приведён в Театральной энциклопедии.